# Рядовой первого класса

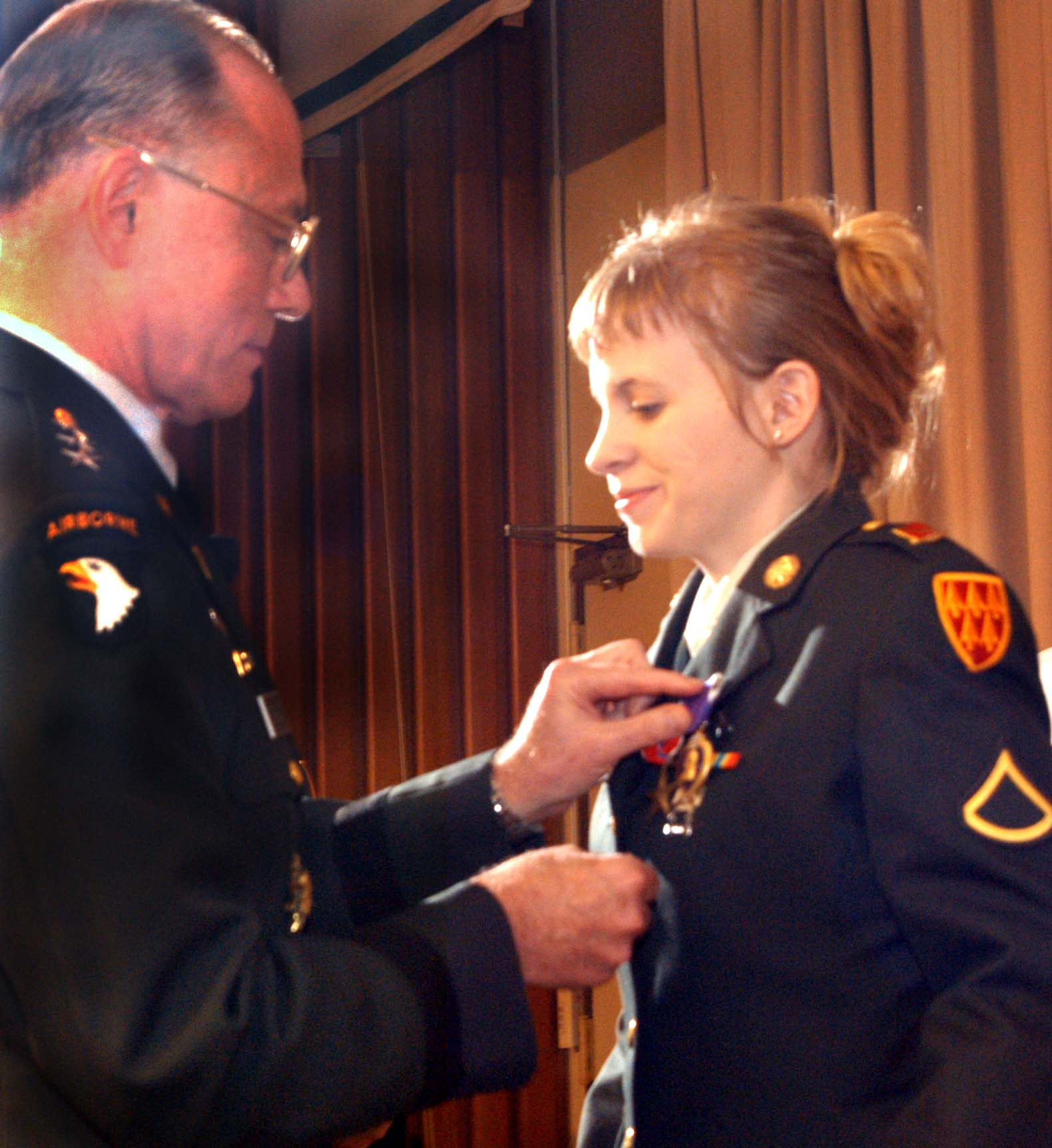
Церемония награждения рядового первого класса Джессики Линч.

Рядово́й пе́рвого кла́сса (англ. Private First Class, PFC) — воинское звание военнослужащих в вооружённых силах ряда государств мира, одно из старших званий рядового состава.

## США
В вооружённых силах США рядовой первого класса — третье по счёту звание военнослужащих в армии США (сухопутных войсках) — соответствует званию рядовой авиации первого класса (также авиатор первого класса, англ. Airman First Class) в ВВС, — и второе по счёту в корпусе морской пехоты США. В армии США следует после рядового, но ниже капрала или специалиста, а в морской пехоте располагается между рядовым-рекрутом и младшим капралом. Эквивалентные звания в NATO обозначаются кодом OR-3.
В армии США звание рядовой первого класса носят около 195 000 человек.

Нарукавный шеврон рядового первого класса (сухопутные войска США).
Нарукавный шеврон рядового первого класса (морская пехота США).
Нарукавный шеврон рядового авиации первого класса (ВВС США).

## Вьетнам
В Народной армии Вьетнама это звание выше звания рядового 2-го класса.

## Сингапур
Звание рядового первого класса в армии Сингапура находится между званиями рядового и младшего капрала.

## Россия
В вооружённых силах России существует воинское звание ефрейтор, фактически соответствующее рядовому первого класса в других вооружённых силах. 

## Украина
В украинской армии советское звание ефрейтор было заменено на старший солдат, которое фактически соответствует рядовому первого класса в других армиях.